# Mehmet Taşçı
Mehmet Taşçı (* 4. Februar 1992 in Kızılcahamam) ist ein türkischer Fußballspieler, der für MKE Ankaragücü spielt.

## Karriere

### Vereinskarriere
Mehmet Taşçı begann mit dem Vereinsfußball in der Jugend von MKE Ankaragücü. Nachdem Ankaragücü in den ersten Wochen der Saison in finanzielle Engpässe geriet und über lange Zeit die Spielergehälter nicht zahlen konnte, trennten sich viele Spieler. So musste der Vorstand die gehenden Spieler durch Spieler aus der Reservemannschaft und den Jugendmannschaften ersetzen. Mehmet Taşçı erhielt im Dezember 2011 einen Profi-Vertrag und zählte danach zum Profi-Kader. Bis zum Saisonende kam er auf acht Pflichtspiele für die Profis.

### Nationalmannschaftskarriere
Taşçı spielte 2009 viermal für die türkische U-19 Jugendnationalmannschaft.